# ルイス・アラゴネス
ルイス・アラゴネス・スアレス（Luis Aragonés Suárez, 1938年7月28日 - 2014年2月1日）は、スペインのマドリード出身の元サッカー選手、サッカー指導者。主にリーガ・エスパニョーラのアトレティコ・マドリードの選手・指導者として活躍した。

## 概要
1964年から1974年まで選手としてアトレティコ・マドリードに在籍し、10シーズンの間にリーグ戦265試合に出場して123得点し、リーグ優勝を4度、UEFAチャンピオンズカップ準優勝を1度、インターコンチネンタルカップ優勝を1度経験している。スペイン代表としては11試合に出場して3ゴールを決めている。
指導者に転身してからはアトレティコの監督に4度就任し、1976-77シーズンにプリメーラ・ディビシオン（1部）優勝、2000-01シーズンにセグンダ・ディビシオン（2部）優勝を果たした。2004年にスペイン代表監督に就任し、UEFA EURO 2008でスペインに44年ぶり2度目の優勝をもたらした。同大会後に代表監督を退き、トルコのフェネルバフチェSK監督に就任したが、わずか1シーズンで解任された。
2014年2月1日、スペイン・マドリッドの病院にて死去。75歳没。

## 経歴

### 選手時代
1957年にCDヘタフェからプロデビューし、「エルフ」(the elf) というニックネームを授かった。1958年にはレアル・マドリードと契約したが、 レクレアティーボ・ウェルバやエルクレスCF、ウベダCFなどにレンタル移籍し、レアル・マドリードではADプルス・ウルトラ（リザーブチーム）の試合に出場したが、ついにトップチームでの出場は果たせなかった。1960年、レアル・オビエドに移籍し、プリメーラ・ディビシオン（1部）初出場を果たした。1961年から1964年まではレアル・ベティスでプレーし、リーグ戦86試合に出場して33ゴールを決めた。1964 欧州ネイションズカップのメンバーにも選ばれた。
アトレティコ・マドリード在籍中は「大きなブーツ」(Zapatones) というニックネームで呼ばれ、フリーキックの名手として知られた。彼は紛れもないストライカーであり、1969-70シーズンには同僚のホセ・エウロヒオ・ガラテやレアル・マドリードのアマンシオ・アマロとともに得点王（ピチーチ賞）の栄誉を分け合った。1974年のUEFAチャンピオンズカップ決勝バイエルン・ミュンヘン戦では先制点となるフリーキックでの得点を決めたが、延長戦終了30秒前に土壇場で追い付かれ、試合は1-1の引き分けに終わる。そして、再試合は0-4で敗れたために準優勝に終わった。1974年に現役引退し、そのままアトレティコの監督に就任した。すぐに「オルタレーサの賢者 (または単に賢者/賢人) 」(El Sabio de Hortaleza) という呼び名が定着した。しかしジム通いで筋骨隆々の体つきになったため「マッチョ」(Ogre) という呼び名に変化した。

### 指導者時代
UEFA EURO 2004終了後、前任のイニャキ・サエス監督の解任に伴ってスペイン代表の監督に就任した。2006 FIFAワールドカップ・ヨーロッパ予選を勝ち抜き、スペイン代表を2006 FIFAワールドカップの本選へ導いた。グループリーグは3戦全勝で通過したが、フランスと対戦した決勝トーナメント1回戦ではダビド・ビジャのゴールも及ばず1-3で敗れた。大会後に契約を2年延長した。ラウル・ゴンサレスはアラゴネス政権下で代表100試合出場を達成したが、2006年9月にラウルをスペイン代表から外したことで議論を醸した。
UEFA EURO 2008でも2年前と同じように3連勝でグループリーグを突破し、準々決勝では世界王者のイタリアにPK戦の末に勝利し、準決勝ではロシアに3-0で快勝し、決勝ではドイツにフェルナンド・トーレスの得点で競り勝ち、44年ぶり2度目の欧州制覇を成し遂げた。彼はゲンを担ぐ性格であり、UEFA EURO 2008準決勝のロシア戦でアウェー用のユニフォームを着ることを嫌い、またユニフォームの色は「黄色」ではなく「からし色」であると主張した。
2008年7月5日、UEFA EURO 2008期間中に仮契約を結んでいたトルコ・スュペル・リグのフェネルバフチェSK監督に正式に就任した。プリメーラ・ディビシオン得点王に輝いたダニエル・グイサなどを獲得して2008-09シーズンに臨んだが、リーグ戦は4位でUEFAチャンピオンズリーグはグループリーグ敗退と不本意な成績に終わったため、2009年6月、成績不振を理由に解任された。

#### 人種差別問題
2004年のスペイン代表でのトレーニング中、ホセ・アントニオ・レジェスに刺激を与えるためにレジェスのチームメイトであるティエリ・アンリに対して人種差別的発言をしたことがスペインのテレビ番組制作スタッフによって明らかになった。この問題はイギリスのメディアによって問題にされ、アラゴネスの解任を訴える騒動となった。UEFAはスペインサッカー連盟に10万スイスフラン（8万7000USドル）の罰金を科し、今後同じような問題を起こした時にはさらに厳しい態度を取ることを警告した。UEFAは主要国際大会への出場停止処分やスペインのホーム戦での無観客試合の処分もあり得ることを記した。
これに対してアラゴネスは自身が人種差別主義者でないことを主張し、黒人の友人がいることも主張した。ブラジル出身の黒人であり、スペインに帰化してスペイン代表に招集されていたマルコス・セナは「彼は人種差別主義者ではないよ。僕がスペイン代表入りする際に色々な面で助けてくれた。フリーキックの練習をするときには『ヘイ、ブラジル人。そんな（精度の低い）ボールを蹴っていないでネリーニョのような（精度の高い）落ち葉シュートを蹴ってみろよ』と挑発することで選手のやる気を高めるんだよ」と述べ、彼を擁護した。

## 人物
スペインメディアで単に「ルイス」といえば彼の事である。メディアからの単独取材には原則として応じないことで知られることから、2002年に幸谷秀巳（元アトレティコ下部組織コーチ）が「Foot!」(J SPORTS) の取材でインタビューした際には、現地の新聞に「あのアラゴネスに単独インタビューした日本人は何者?」と取り上げられたほどであった。

## 所属クラブ

### 選手時代
- 1957-1958  CDヘタフェ
- 1958-1960  レアル・マドリード

1958-1959 → レクレアティーボ・ウェルバ (loan)
1959-1960 → エルクレスCF (loan)
1960 → ウベダCF (loan)
1960 → ADプルス・ウルトラ (loan)
- 1960-1961  レアル・オビエド
- 1961-1964  レアル・ベティス
- 1964-1974  アトレティコ・マドリード

### 指導者時代
- 1974-1975 アトレティコ・マドリード - 6位 / インターコンチネンタルカップ - 優勝
- 1975-1976 アトレティコ・マドリード - 3位 / コパ・デル・レイ - 優勝
- 1976-1977 アトレティコ・マドリード - 優勝
- 1977-1978 アトレティコ・マドリード - 6位
- 1978-1979 アトレティコ・マドリード - 途中就任・途中解雇
- 1979-1980 アトレティコ・マドリード - 途中解雇
- 1981-1982 レアル・ベティス - 途中辞職
- 1982-1983 アトレティコ・マドリード - 3位
- 1983-1984 アトレティコ・マドリード - 4位
- 1984-1985 アトレティコ・マドリード - 2位 / コパ・デル・レイ - 優勝
- 1985-1986 アトレティコ・マドリード - 5位
- 1986-1987 アトレティコ・マドリード - 7位
- 1987-1988 FCバルセロナ - 6位 / コパ・デル・レイ - 優勝
- 1990-1991 RCDエスパニョール - 16位
- 1991-1992 アトレティコ・マドリード - 3位 / コパ・デル・レイ - 優勝
- 1992-1993 アトレティコ・マドリード - 途中解雇
- 1993-1994 セビージャFC - 6位
- 1994-1995 セビージャFC - 5位
- 1995-1996 バレンシアCF - 2位
- 1996-1997 バレンシアCF - 途中辞職
- 1997-1998 レアル・ベティス - 8位
- 1999-2000 レアル・オビエド - 16位
- 2000-2001 RCDマヨルカ - 3位
- 2001-2002 アトレティコ・マドリード (2部) - 優勝
- 2002-2003 アトレティコ・マドリード - 12位
- 2003-2004 RCDマヨルカ - 11位
- 2004-2008 スペイン代表 - UEFA EURO 2008 - 優勝
- 2008-2009 フェネルバフチェSK - 4位

## 代表歴

### 試合数
- 国際Aマッチ 11試合 3得点（1965年-1972年）[17]

| スペイン代表 | 国際Aマッチ | 国際Aマッチ |
| 年           | 出場        | 得点        |
| ------------ | ----------- | ----------- |
| 1965         | 1           | 0           |
| 1966         | 2           | 0           |
| 1967         | 1           | 0           |
| 1968         | 4           | 1           |
| 1969         | 0           | 0           |
| 1970         | 2           | 2           |
| 1971         | 0           | 0           |
| 1972         | 1           | 0           |
| 通算         | 11          | 3           |

## 獲得タイトル

### 選手時代

#### クラブ
アトレティコ・マドリード
- プリメーラ・ディビシオン : 1965-66, 1969-70, 1972-73
- コパ・デル・レイ : 1964-65, 1971-72

#### 個人
- ピチーチ賞 (スペインリーグ得点王) : 1969-70

### 指導者時代
アトレティコ・マドリード
- プリメーラ・ディビシオン : 1976-77
- コパ・デル・レイ : 1975-76, 1984-85, 1991-92
- インターコンチネンタルカップ : 1974
- スーペルコパ・デ・エスパーニャ : 1985

FCバルセロナ
- コパ・デル・レイ : 1987-88

スペイン代表
- UEFA欧州選手権 : 2008